# Brachymenium patulum
Brachymenium patulum är en bladmossart som beskrevs av W. P. Schimper in Bescherelle 1872. Brachymenium patulum ingår i släktet Brachymenium och familjen Bryaceae. Inga underarter finns listade i Catalogue of Life.